# زي ماريو
زوماريو (بالبرتغالية: Zé Mario‏) مدرب برازيلي كبير سبق له التدريب في عدة اندية عالمية وحقق معهم بطولات كثيرة وهو المدرب الحالي لنادي الوصل وفي عام 2007 م حقق بطولة الدوري والكأس للإمبراطور ولم يسبق للإمبراطور الحصول على أي بطولة في الالفية وقد كانت آخر بطولة عام 1996 م مع زهير بخيت ورفاقه.وسبق للمدرب إن درب نادي الشباب السعودي وحقق معه كأس دوري خادم الحرمين الشريفين وكأس آسيا لأبطال الكؤوس.

## روابط خارجية
- زي ماريو على موقع قاعدة بيانات كرة القدم.إي يو (الإنجليزية)
- زي ماريو على موقع Soccerway.com (الإنجليزية)
- زي ماريو على موقع عالم كرة القدم.نت (الإنجليزية)